# Utterlai
Utterlai är en flygplats i Indien.   Den ligger i distriktet Bārmer och delstaten Rajasthan, i den nordvästra delen av landet, 700 km sydväst om huvudstaden New Delhi. Utterlai ligger 154 meter över havet.
Terrängen runt Utterlai är mycket platt. Runt Utterlai är det ganska tätbefolkat, med 192 invånare per kvadratkilometer. Närmaste större samhälle är Bārmer, 11,7 km sydväst om Utterlai. Omgivningarna runt Utterlai är i huvudsak ett öppet busklandskap.